# 10 Color Singles
10 Color Singles è un album raccolta degli High and Mighty Color, pubblicato il 26 dicembre 2007.
È disponibile in due edizioni, una con un ulteriore DVD che contiene la maggior parte dei video musicali della band.

## Il disco
10 Color Singles è la prima raccolta del gruppo, contenente i loro primi dieci singoli. L'album è uscito anche in un'edizione speciale, con l'aggiunta di una nuova versione di Ichirin no Hana e un DVD contenente i video musicali dei primi dieci singoli più uno per Mushroom, b-side del singolo Dreams.

## Lista tracce
Testi e musiche degli High and Mighty Color, tranne dove indicato.

### CD
1. PRIDE – 4:18
2. OVER – 4:05
3. RUN☆RUN☆RUN – 4:20
4. Days – 4:04
5. STYLE 〜get glory in this hand〜 – 4:14
6. Ichirin no Hana (一輪の花?) – 3:41
7. Dive into Yourself – 3:48
8. Enrai 〜Tooku ni Aru Akari〜 (遠雷 〜遠くにある明かり〜?) – 4:24
9. Tadoritsuku Basho (辿り着く場所?) – 5:12
10. Oxalis (オキザリス?) – 4:27
11. Dreams – 5:26 (Mākii, Yūsuke, MEG)

Traccia bonus
1. Ichirin no Hana (一輪の花?) (Studio Live Version) – 4:21

### DVD
1. PRIDE
2. OVER
3. RUN☆RUN☆RUN
4. Days
5. STYLE 〜get glory in this hand〜
6. Ichirin no Hana (一輪の花?)
7. DIVE into YOURSELF
8. Enrai 〜Tooku ni Aru Akari〜 (遠雷 〜遠くにある明かり〜?)
9. Tadoritsuku Basho (辿り着く場所?)
10. Oxalis (オキザリス?)
11. Dreams (Mākii, Yūsuke, MEG)
12. Mushroom (マッシュルーム?) (MEG, Mackaz, Yūsuke)

## Formazione
- Mākii – voce
- Yūsuke – voce
- Kazuto – chitarra solista; chitarra ritmica in PRIDE e Days; cori in OVER, DIVE into YOURSELF e Mushroom
- MEG – chitarra ritmica; chitarra solista in PRIDE e Days; cori in OVER, DIVE into YOURSELF e Mushroom
- Mackaz – basso
- SASSY – batteria, programmazione

### Altri musicisti
- Mai Hoshimura – tastiere; pianoforte in Dreams